# Kuma (tributario del Mar Caspio)
Il Kumá (in russo Кума́?; in caraciai Къум, Qum; in abazino Гвым, Gvım; in cabardo Гум, Gum;  in nogai Куьми, Kümi) è un fiume della Russia ciscaucasica, tributario del mar Caspio; scorre nel territorio delle Repubbliche Autonome di Karačaj-Circassia, del Daghestan, della Calmucchia e del kraj di Stavropol'.

## Percorso
Ha origine dal versante settentrionale del Caucaso (dalla catena laterale dei monti Skalistyj), a breve distanza dalle sorgenti di un altro importante fiume della regione, il Kuban'; scorre dapprima nel versante settentrionale della catena, in una valle piuttosto profonda mantenendo direzione orientale o nordorientale, successivamente costeggiando a sudovest la regione delle alture di Stavropol', bagnando le importanti città di Mineral'nye Vody, Zelenokumsk e Budënnovsk. 
Superata quest'ultima città entra nella depressione caspica, volgendo nuovamente il suo corso verso est; si tratta di un ambiente di steppa arida, molto caldo d'estate e molto poco popolato, tanto che il fiume non incontrerà più alcun centro urbano di rilievo fino alla foce nel mar Caspio, nel golfo di Kizljar.

## Regime
Il Kuma è gelato, mediamente, da fine novembre - primi di dicembre fino agli inizi di marzo; la stagione primaverile vede i periodi di massima portata che tornano ad abbassarsi in estate; a causa del clima arido il fiume non è mai molto ricco di acqua, con una portata media nel medio corso poco superiore ai 10 m³/s.

## Bacino imbrifero
I maggiori affluenti sono la Zolka, il Podkumok da destra; il Surkul', il Mokryj Karamyk, la Tomuzlovka e la Mokraja Bujvola dalla sinistra. Il Kuma, nel suo basso corso, attraversa una zona ricca di riserve petrolifere, per lo sfruttamento delle quali è stata costruita nel 1961, a breve distanza dal corso del fiume, la cittadina di Neftekumsk. 
A causa della piattezza dei territori attraversati dal suo basso corso è stato possibile realizzare importanti opere di collegamento con i corsi di altri fiumi della regione: il canale Terek-Kuma la collega con il bacino del fiume Terek, mentre il canale Kuma-Manyč, tramite il fiume Manyč, la collega al bacino idrografico del Don inserendola nel sistema unificato di idrovie della Russia europea.

## Confine euro-asiatico
I due fiumi Manyč e il fiume Kuma scorrono in una depressione che da essi prende il nome: la depressione del Kuma-Manyč, scelta come confine convenzionale tra Europa ed Asia. Nella stessa depressione corre il canale Kuma-Manyč e si trovano diverse paludi salmastre.